# My Little Boy
My Little Boy è un film muto del 1917 diretto da Elsie Jane Wilson. La sceneggiatura di Elliott J. Clawson si basava su un soggetto a firma di Rupert Julian.
Secondo un'accettata convenzione dell'epoca,. ad interpretare il ruolo del bambino protagonista è una bambina, Zoe Rae, che negli anni Dieci è - con Gordon Griffith, Marie Osborne e, in Europa, Tibor Lubinszky - tra i primi attori bambini cui siano affidati ruoli centrali in un lungometraggio. La regista Elsie Jane Wilson, figura pioneristica del cinema femminile, la volle come protagonista nei suoi primi quattro film, tutti girati nel 1917.

## Trama
Fred e Clara si sposano e nasce il bambino che hanno sempre sognato e che decidono di chiamare Little Boy Blue. Il matrimonio li ha estraniati dallo zio di Fred, che però alla fine accetta di trascorrere un Natale con loro. Le speranze di una piena riconciliazione sembrano tramontate quando lo zio mostra di non gradire la presenza del bambino, ma poi accade qualcosa che tocca le corde del cuore dello zio e grazie a Little Boy Blue spunta l'alba di un Natale davvero felice.

## Produzione
Il film fu prodotto negli Stati Uniti dalla Universal Film Manufacturing Company.

## Distribuzione
Distribuito dalla Universal Film Manufacturing Company, il film uscì nelle sale cinematografiche statunitensi il 17 dicembre 1917.